# El Portal
El Portal é uma aldeia localizada no estado americano da Flórida, no condado de Miami-Dade. Foi incorporada em 1937.

## Geografia
De acordo com o United States Census Bureau, a aldeia tem uma área de 1 km², onde todos os 1 km² estão cobertos por terra.

### Localidades na vizinhança
O diagrama seguinte representa as localidades num raio de 8 km ao redor de El Portal.

## Demografia
Segundo o censo nacional de 2010, a sua população é de 2 325 habitantes e sua densidade populacional é de 2 362,34 hab/km². Possui 939 residências, que resulta em uma densidade de 954,1 residências/km².